# Virginia Slims of Boston 1978
Virginia Slims of Boston 1978  — жіночий тенісний турнір, що проходив на закритих кортах з килимовим покриттям Boston University Walter Brown Arena в Бостоні (США) в рамках Світової чемпіонської серії Вірджинії Слімс 1978. Турнір відбувся вп'яте і тривав з 13 до 19 березня 1978 року. Третя сіяна Івонн Гулагонг Коулі здобула титул в одиночному розряді й отримала за це 20 тис. доларів США. Окрім Вімблдону це був єдиний турнір за сезон, де взяли участь чотири перші ракетки світу: Еверт, Гулагонг, Кінг і Навратілова.

## Фінальна частина

### Одиночний розряд
Івонн Гулагонг Коулі —  Кріс Еверт 4–6, 6–1, 6–4

### Парний розряд
Біллі Джин Кінг /  Мартіна Навратілова —  Івонн Гулагонг Коулі /  Бетті Стов 6–3, 6–2

## Розподіл призових грошей
| Дисципліна       | П       | F       | 3-тє   | 4-те   | ЧФ     | 1/8    | 1/16 |
| Одиночний розряд | $20,000 | $10,500 | $6,300 | $5,500 | $2,800 | $1,550 | $850 |